# Magarmel
Magarmel (łac. Diocesis Magarmelitanus) – stolica historycznej diecezji w Cesarstwie rzymskim w prowincji Numidia zlikwidowana w VII w. podczas ekspansji islamskiej, współcześnie w północnej Algierii. Obecnie katolickie biskupstwo tytularne. 

## Biskupi tytularni
| Lp. | Biskup                  | Funkcja                                          | Od               | Do              |
| --- | ----------------------- | ------------------------------------------------ | ---------------- | --------------- |
| 1   | Thomas Leo Parker       | emerytowany biskup Northampton (Wielka Brytania) | 17 stycznia 1967 | 7 grudnia 1970  |
| 2   | Gilbert Espinosa Chávez | biskup pomocniczy San Diego (USA)                | 9 kwietnia 1974  | 15 marca 2020   |
| 3   | Julio Larrondo          | biskup pomocniczy Santiago (Chile)               | 26 maja 2020     | 12 grudnia 2023 |
| 4   | Antony Valumkal         | biskup pomocniczy Werapoly (Indie)               | 11 maja 2024     |                 |